# Condado del Prado
El condado del Prado es un título nobiliario español concedido el 31 de julio de 1795 por Carlos IV a Pedro de Soto Cárdenas, caballero de la Orden de Calatrava y capitán del Regimiento Provincial de Jaén.
Uno de los personajes célebres que ostentó este título fue el general carlista Simón Manso, casado con Isabel de Soto y Cárdenas, III condesa del Prado.

## Condes del Prado
| Titular | Titular                          | Periodo         |
| ------- | -------------------------------- | --------------- |
| I       | Pedro de Soto y Cárdenas         | 1795-           |
| II      | Joaquín de Soto y Cárdenas       |                 |
| III     | Isabel de Soto y Cárdenas        |                 |
| IV      | Petra María Manso y Soto         |                 |
| V       | Luis María de Solís y Manso      | -1888           |
| VI      | Fernando López de Ayala y Talero | 1888-1928       |
| VII     | José Muñoz-Cobo y García         | 1950-1992       |
| VIII    | María Rosa Muñoz-Cobo y Bandrés  | 1993-2009       |
| IX      | María Rosa González y Muñoz-Cobo | 2010-actualidad |